# Abenberg
Abenberg ([ˈaːbn̩ˌbɛʁk] ⓘ, fränkisch: Ohmbärch) ist eine Stadt im Landkreis Roth (Mittelfranken, Bayern).

## Geografie und Klima

### Lage
Die Stadt liegt rund 25 Kilometer südwestlich von Nürnberg und  zehn Kilometer westlich der Kreisstadt Roth, am Nordrand des Fränkischen Seenlands, großräumig gesehen zwischen der Frankenhöhe im Nordwesten, Nürnberg im Norden und der Fränkischen Alb im Süden und Osten. Die kleinen Flussläufe im Stadtbereich entwässern über die Rednitz/Regnitz zum Main. Südlich von Abenberg liegt das Spalter Hügelland.

### Gemeindegliederung
Die Gemeinde hat 14 Gemeindeteile (in Klammern ist der Siedlungstyp angegeben):
- Abenberg (Hauptort)
- Bechhofen (Dorf)
- Beerbach (Dorf)
- Dürrenmungenau (Pfarrdorf)
- Ebersbach (Dorf)
- Fischhaus (Einöde)
- Kapsdorf (Dorf)
- Kleinabenberg (Dorf)
- Louisenau (Weiler)
- Obersteinbach ob Gmünd (Kirchdorf)
- Pflugsmühle (Einöde)
- Pippenhof (Einöde)
- Wassermungenau (Pfarrdorf)
- Weihermühle (Einöde)

Gießübel, Küchelbach, Marienburg, Schnepfenmühle und Ziegelmühle zählen zum Gemeindeteil Abenberg.
Es gibt auf dem Gemeindegebiet die Gemarkungen Abenberg, Aurau (Gemarkungsteil 0), Dürrenmungenau, Ebersbach, Obersteinbach ob Gmünd (Gemarkungsteil 0) und Wassermungenau.  Die Gemarkung Abenberg hat eine Fläche von 8,396 km². Sie ist in 2888 Flurstücke aufgeteilt, die eine durchschnittliche Fläche von 2907,08 m² haben.

### Klima
Der Jahresniederschlag beträgt durchschnittlich 740 mm. Die Niederschläge liegen im mittleren Drittel der in Deutschland erfassten Werte. An 49 % der Messstationen des Deutschen Wetterdienstes werden niedrigere Werte registriert. Der trockenste Monat ist der März, die meisten Niederschläge fallen im Juni. Im Juni fallen 2,2-mal mehr Niederschläge als im März. An nur 20 % der Messstationen werden höhere jahreszeitliche Schwankungen registriert.

## Geschichte

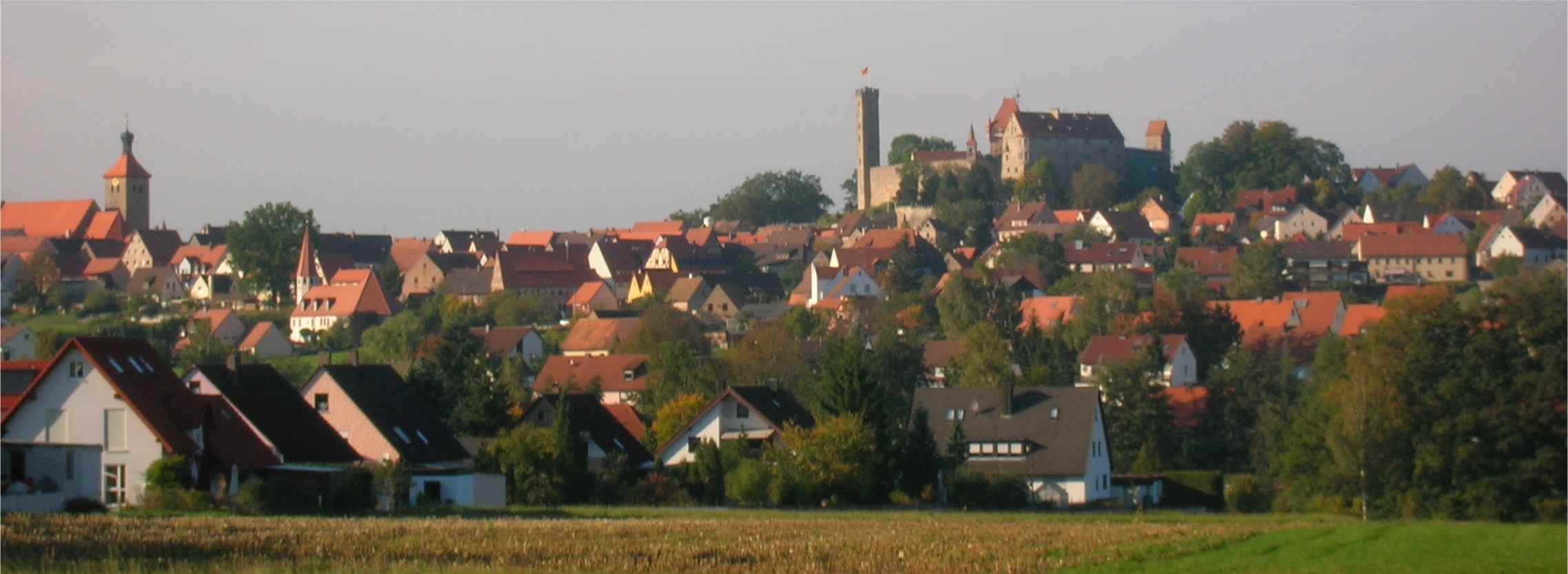
Stadtansicht Abenberg (Herbst 2005)

### Ortsname
Der Ortsname wurde zwischen 1057 und 1075 erstmals als „Abinberch“ erwähnt, eine weitere Nennung erfolgte 1099 als „Auenberg“. Die erste Schreibweise in der heutigen Namensform „Abenberg“ erfolgte in einer Urkunde aus dem Jahr 1152. Das althochdeutsche Grundwort Berg steht für eine größere Anhöhe, eine Bodenerhebung oder eine bewachsene Höhe, in späterer Zeit auch für eine Burg. Das Bestimmungswort ist der Personenname Abbo. Der Ortsname bedeutet also „Siedlung zum Berg bzw. Burg eines Abbo“.

### Geschichte
Die Grafschaft Abenberg entstand unter den Ottonen zwischen 1002 und 1024. Der Ort wurde um 1040 von Wolfram von Abenberg gegründet. Innerhalb der nächsten 150 Jahre kamen aus dem Geschlecht der Abenberger Hochstiftsvögte von Bamberg, der Würzburger Bischof Reginhard, eine Äbtissin zu Kitzingen und andere hohe Würdenträger. Stilla von Abenberg († um 1140) wurde 1927 seliggesprochen. An der Wende zum 13. Jahrhundert erlosch die männliche Linie der Abenberger. Durch Heirat kam Abenberg um 1236 an die Burggrafen von Nürnberg und damit an die Hohenzollern. Anfang 1200 existierte relativ kurz das Kloster Abenberg. Um 1260 wurde das oppidum Abenberg angelegt. Der Eichstätter Bischof Reinboto erwarb 1296 die Burg und den Ort und baute Abenberg weiter aus. 1299 erhielt Abenberg das Stadtrecht, 1356 wurde es eichstättisches Pflegamt. Die Stadt war Amtssitz des Hochstiftes Eichstätt und zählte ab 1500 zum Fränkischen Reichskreis.
Während der Hexenverfolgung im Hochstift Eichstätt wurden mindestens elf Frauen aus Abenberg als vermeintliche Hexen hingerichtet.
Gegen Ende des 18. Jahrhunderts gab es in Abenberg 169 Anwesen. Das Hochgericht und die Stadtherrschaft übte das eichstättische Pflegamt Abenberg aus. Grundherren waren: das Kastenamt Abenberg (165 Anwesen: 1 Ganzhof, 155 Häuser, 3 Tafernwirtschaftsgüter, 3 Tafernwirtschaften, 1 Badhaus, 1 Schmiedgütlein, 1 Ziegelhütte), das Fürstentum Ansbach (Kastenamt Windsbach: 1 Köblergut; Kastenamt Schwabach: 1 Haus), der Nürnberger Eigenherr von Haller (1 Ganzhof) und ein Herr Otter aus Schwabach (1 Haus). Neben den Anwesen gab es noch herrschaftliche Gebäude (Schloss, Kastenamtshaus, Forsthaus, Fallmeisterei, Zehntstadel), kommunale Gebäude (Rathaus, Schulhaus, zwei Hirtenhäuser, Backhaus, Bräuhaus, zwei Armenhäuser, fünf Torturmhäuser, Schießhaus, Wasserspritzenhaus) und kirchliche Gebäude (Pfarrkirche, Pfarrhaus).
Das Pflegamt Abenberg wurde zugunsten Bayerns 1803 säkularisiert und fiel im selben Jahr an das Fürstentum Ansbach (Hauptlandesvergleich Bayern/Preußen), mit welchem es 1806 (Vertrag von Paris, Februar) endgültig durch Tausch an das Königreich Bayern gelangte.
Im Rahmen des Gemeindeedikts wurde 1808 der Steuerdistrikt Abenberg gebildet, zu dem Marienburg gehörte. 1811 entstand die Munizipalgemeinde Abenberg, die deckungsgleich mit dem Steuerdistrikt war. Sie war in Verwaltung und Gerichtsbarkeit dem Landgericht Pleinfeld (1858 in Landgericht Roth umbenannt) zugeordnet und in der Finanzverwaltung dem Rentamt Spalt (1919 in Finanzamt Spalt umbenannt). Mit dem Zweiten Gemeindeedikt (1818) erhielt Abenberg den Status Stadt II. Klasse. Ab 1862 gehörte Abenberg zum Bezirksamt Schwabach (1939 in Landkreis Schwabach umbenannt). Die Gerichtsbarkeit blieb beim Landgericht Roth (1879 in Amtsgericht Roth umbenannt), seit 1970 ist das Amtsgericht Schwabach zuständig. 1932 wurde das Finanzamt Spalt aufgelöst und Abenberg dem Finanzamt Schwabach zugewiesen. Die Gemeinde hatte 1964 eine Gebietsfläche von 8,420 km².
Die Burg Abenberg wurde von ihrem letzten Besitzer 1959 der Stadt Frankfurt vermacht, die dieses Geschenk aber nicht annahm. In den Jahren 1982 bis 1984 erwarb die Stadt Abenberg die Burg und renovierte sie von Grund auf. Heute befindet sich dort das Haus fränkischer Geschichte, das Klöppelmuseum Abenberg und ein Hotel mit Gaststätte. Die Burg wird für Ausstellungen sowie für öffentliche und private Veranstaltungen genutzt.

### Eingemeindungen
Im Zuge der Gebietsreform in Bayern wurde am 1. Juli 1971 ein Teil der aufgelösten Gemeinde Obersteinbach ob Gmünd eingegliedert. Am 1. Januar 1972 kam die Gemeinde Ebersbach dazu. Gebietsteile von Aurau folgten am 1. Juli 1972. Die Eingliederung von Beerbach, Dürrenmungenau und Wassermungenau schlossen die Reihe der Eingemeindungen am 1. Mai 1978 ab.

### Bevölkerungsentwicklung
Gemeinde Abenberg
| Jahr      | 1987   | 1991 | 1995 | 2000 | 2005   | 2007   | 2008   | 2009   | 2010   | 2011   | 2012   | 2013   | 2014   | 2015   | 2016   | 2017   |
| Einwohner | 4619   | 4739 | 5089 | 5493 | 5568   | 5532   | 5516   | 5471   | 5458   | 5446   | 5454   | 5445   | 5492   | 5541   | 5554   | 5502   |
| Häuser    | 1228   |      |      |      |        |        |        |        |        |        |        | 1681   | 1688   | 1694   | 1704   | 1712   |
| Quelle    | [ 19 ] |      |      |      | [ 20 ] | [ 20 ] | [ 20 ] | [ 20 ] | [ 20 ] | [ 20 ] | [ 20 ] | [ 20 ] | [ 20 ] | [ 20 ] | [ 20 ] | [ 20 ] |

Ort Abenberg (=Gemeinde Abenberg bis zur Gebietsreform)
| Jahr      | 1818   | 1840   | 1852   | 1855   | 1861   | 1867   | 1871   | 1875   | 1880   | 1885   | 1890   | 1895   | 1900   | 1905   | 1910   | 1919   | 1925   | 1933   | 1939   | 1946   | 1950   | 1952   | 1961   | 1970   | 1987   |
| Einwohner | 1063   | 1125   | 1331   | 1406   | 1441   | 1502   | 1443   | 1459   | 1495   | 1569   | 1450   | 1429   | 1405   | 1507   | 1487   | 1531   | 1725   | 1793   | 1792   | 2311   | 2303   | 2315   | 2427   | 2796   | 2631   |
| Häuser    | 257    | 217    |        |        |        |        | 279    |        |        | 287    | 284    |        | 279    |        |        |        | 294    |        |        |        | 359    |        | 483    |        | 705    |
| Quelle    | [ 21 ] | [ 22 ] | [ 23 ] | [ 23 ] | [ 24 ] | [ 25 ] | [ 26 ] | [ 27 ] | [ 28 ] | [ 29 ] | [ 30 ] | [ 23 ] | [ 31 ] | [ 23 ] | [ 32 ] | [ 23 ] | [ 33 ] | [ 23 ] | [ 23 ] | [ 23 ] | [ 34 ] | [ 23 ] | [ 15 ] | [ 35 ] | [ 19 ] |

## Politik

### Stadtrat
Der Stadtrat besteht aus dem ersten Bürgermeister und 20 Räten; zusätzlich gehört qua Amt der Erste Bürgermeister dem Gremium an. Die vergangene Stadtratswahl am 15. März 2020 führte zu folgendem Ergebnis:
| Partei / Liste         | Stimmenanteil | Sitze |   | Sitze 2014 |
| CSU                    | 31,5 %        | 7     | 8 |            |
| SPD                    | 26,6 %        | 5     | 8 |            |
| Grüne                  | 10,3 %        | 2     | – |            |
| Freie Wähler           | 20,9 %        | 4     | 4 |            |
| Abenberger Bürgerliste | 10,7 %        | 2     | – |            |

### Bürgermeisterin
Seit Mai 2020 ist die von der SPD vorgeschlagene parteilose Susanne König Bürgermeisterin der Stadt. Sie gewann bei der Stichwahl am 29. März 2020 mit 62,8 % der gültigen Stimmen die Stimmenmehrheit und setzte sich damit gegen ihren Mitbewerber Jens Meyer (37,2 %, parteilos, von der CSU vorgeschlagen) durch. Ihr Vorgänger war Werner Bäuerlein (parteilos).

### Wappen und Flagge
Wappen
| Wappen von Abenberg | Blasonierung: „Gespalten von Gold und Rot; vorne ein rot gekrönter und rot bewehrter schwarzer Löwe, hinten ein auswärts gekehrter silberner Bischofsstab.“                                                                                   |
| Wappen von Abenberg | Wappenbegründung: Der Löwe weist auf die Herrschaft der Burggrafen von Nürnberg. Der Bischofsstab ist das Zeichen des Hochstifts Eichstätt und erinnert an dessen Herrschaft in Abenberg. Abenberg führt seit dem 14. Jahrhundert ein Wappen. |

Flagge
Abenberg hat eine gelb-rote Gemeindeflagge.

### Raumordnung
Seit 2007 ist Abenberg Teil der Kommunalen Allianz KABS, zu der auch die Gemeinden Kammerstein, Büchenbach, Spalt und Rohr gehören.

## Kultur und Sehenswürdigkeiten

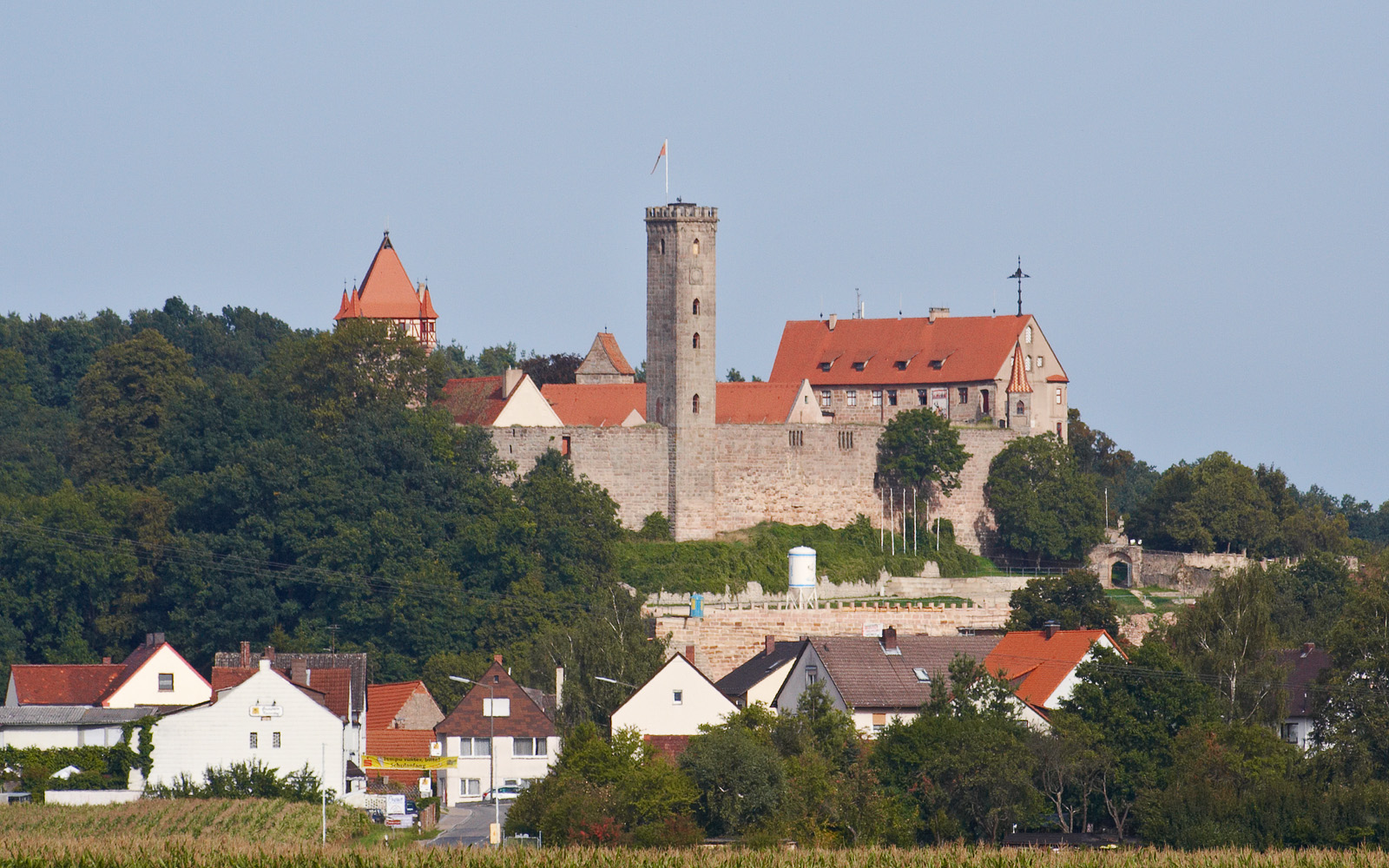
Burg Abenberg

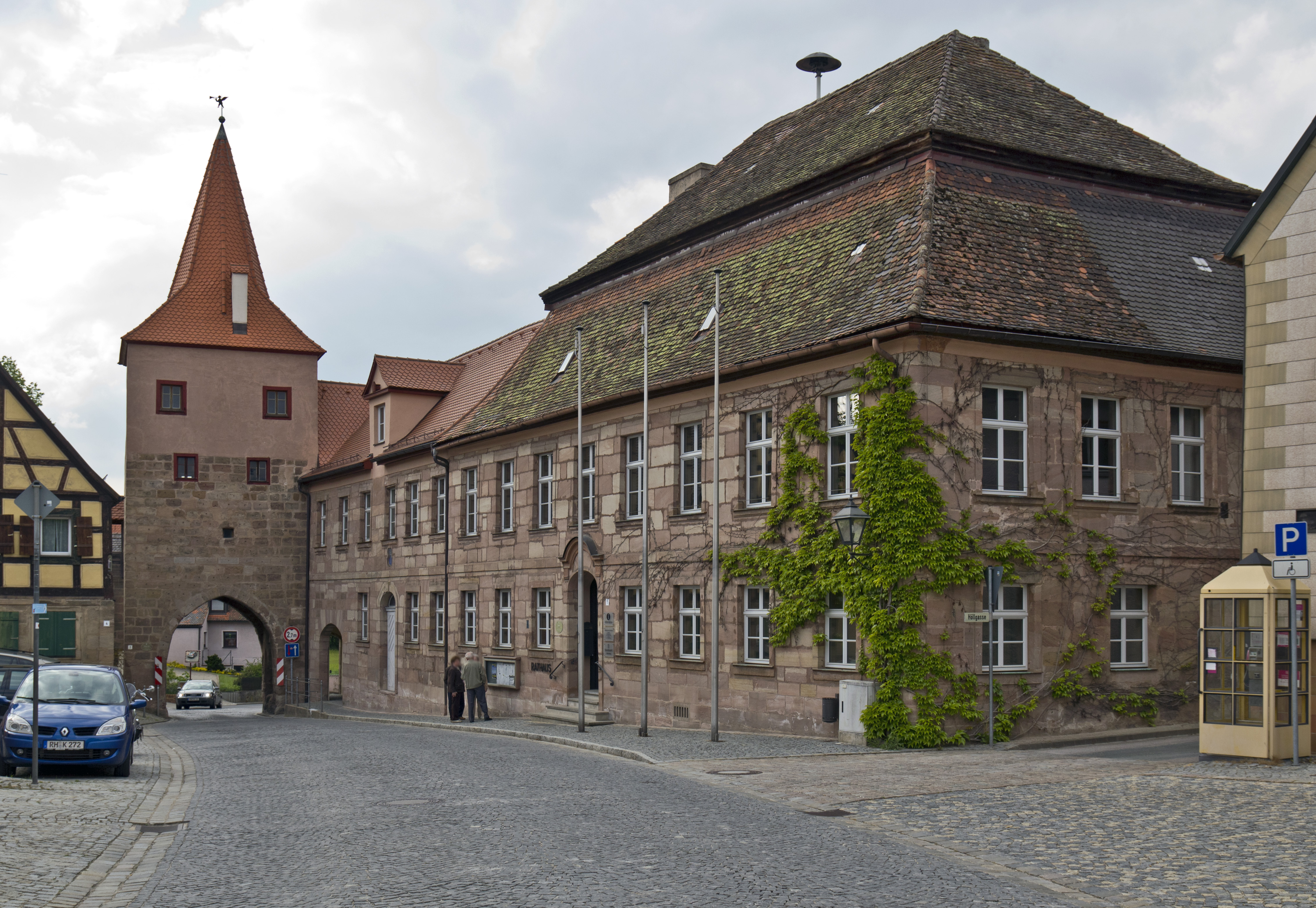
Rathaus am oberen Tor

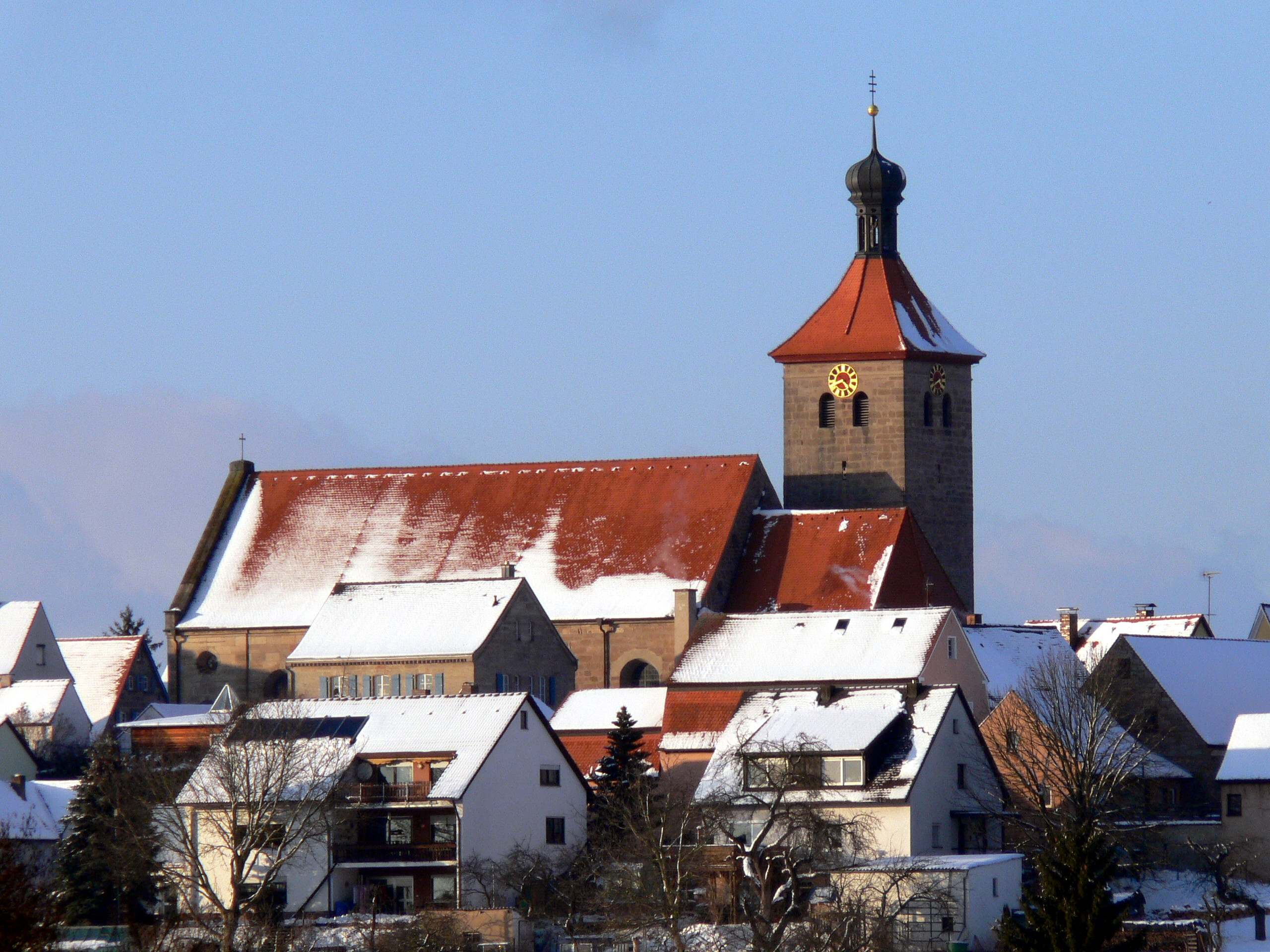
Pfarrkirche St. Jakobus

### Museen
- Klöppelmuseum
- Haus Fränkischer Geschichte auf Burg Abenberg

### Bauwerke
- Ensemble Altstadt Abenberg mit Stadtbefestigung
- Burg Abenberg
- Kloster Marienburg
- Schloss Dürrenmungenau
- Rathaus (1732–1744 von Gabriel de Gabrieli)
- Stillaplatz mit Stillabrunnen und Bürgerhaus
- Pfarrkirche St. Jakobus
- Klosterkirche St. Peter mit Epitaph der Stilla von Abenberg im Kloster Marienburg sowie Gruft der Augustinerinnen (1488–1806) im Kloster
- Klöppelschule

### Bodendenkmäler
- Druidenstein im Abenberger Wald

### Sport

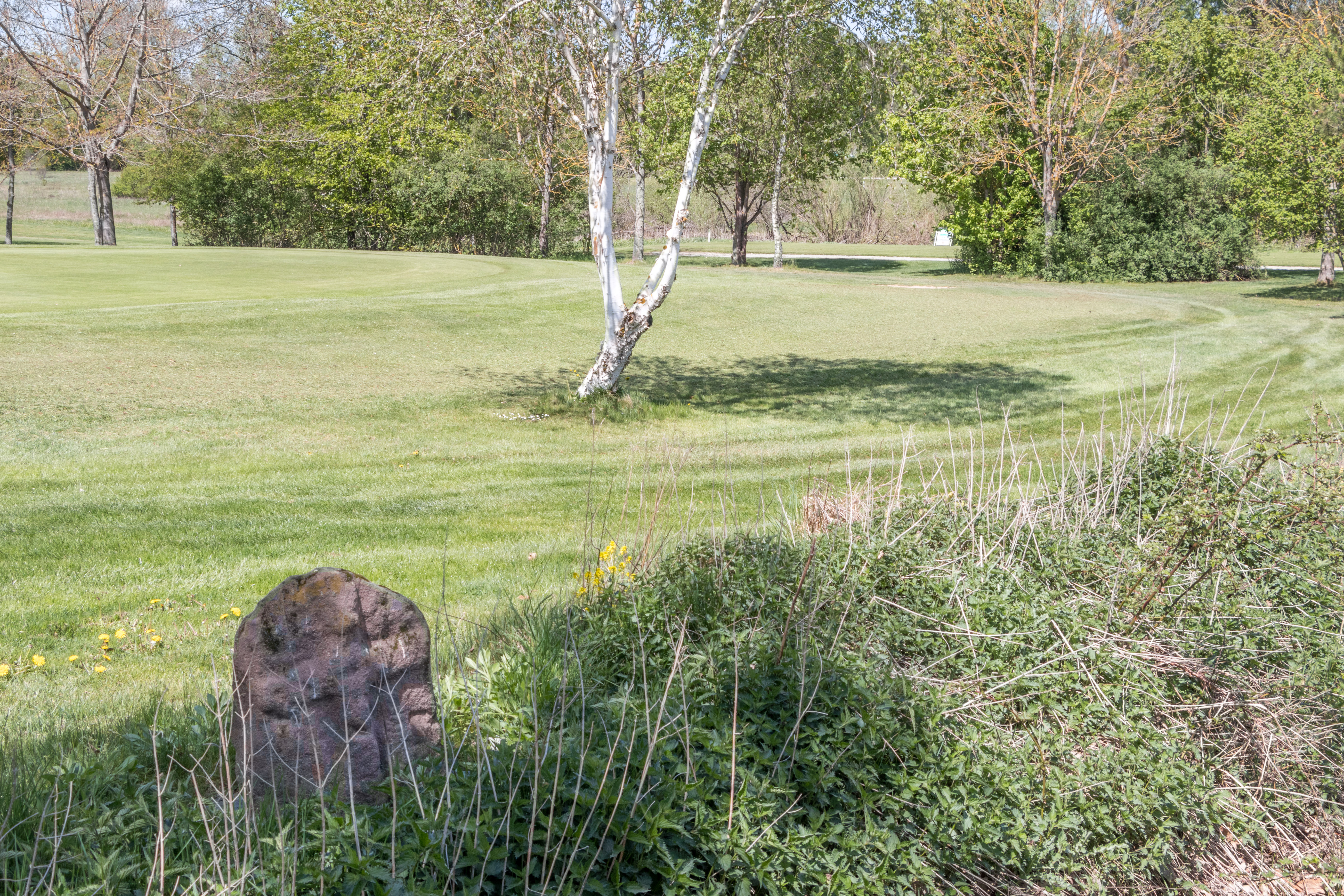
Golfplatz als Standort eines Kreuzsteins

Nördlich von Abenberg befindet sich ein 27-Loch-Golfplatz.

## Wirtschaft und Infrastruktur

### Wirtschaft einschließlich Land- und Forstwirtschaft
In Abenberg wird Land- und Forstwirtschaft betrieben. Es gibt (Stand 2025) zwei Gewerbegiete, eines „An der Spalterstraße“ und eines im Ortsteil Wassermungenau. Der größte Arbeitgeber im produzierenden Gewerbe ist der Lebensmittelhersteller Hans Henglein & Sohn, der an seinem Hauptsitz in Wassermungenau ein Werk mit mehreren Hundert Mitarbeitern betreibt.

### Verkehr
Zehn Kilometer östlich von Abenberg besteht in der Kreisstadt Roth Bahnanschluss in Richtung Nürnberg, Augsburg und Ingolstadt. Über die Anschlussstelle Schwabach-West gelangt man auf die Autobahn Bundesautobahn 6 Nürnberg–Heilbronn.
Die Staatsstraße 2220 über einen Kreisverkehr der Bundesstraße 466 nach Windsbach (9 km westlich) bzw. nach Rothaurach (6,5 km östlich). Die Kreisstraße RH 39 führt nach Obersteinbach ob Gmünd (3 km südlich), die Kreisstraße RH 2 führt an der Neumühle vorbei nach Kammerstein zur B 466 (6 km nördlich).
Durch Abenberg führt die Nürnberg-Bodensee-Route des Jakobsweg und der Fernwanderweg Rangau-Pfalz-Weg. Ebenso der Rund-Fernwanderweg Burgen und Schlösser. Am südlich gelegenem Kloster Marienburg endet der Stilla-Weg aus Wolframs-Eschenbach.

### Öffentliche Einrichtungen

#### Bildungseinrichtungen
- Zwei katholische Kindergärten in Abenberg und je ein evangelischer Kindergarten in Wassermungenau und Dürrenmungenau
- Volksschule (Grund- und Hauptschule)
- Mädchen-Realschule Kloster Marienburg
- Volkshochschule Abenberg
- Öffentliche Bücherei Abenberg

#### Pflegeeinrichtungen
- Seniorenzentrum St. Josef der Caritas
- BRK Tagespflege Burgblick

## Persönlichkeiten
- Johannes Schopper (1529–1540), 27. Abt des Heilsbronner Klosters
- Ludwig Joseph Gerstner (1830–1883), Politiker, Jurist und Professor für Staatswirtschaft
- Georg Schwarz (1873–1948), Reichstags- und Landtagsabgeordneter
- Adelheid Geck (1937–2025), Musikwissenschaftlerin, Komponistin und Professorin
- Hans Büchler (1940–2019), Politiker (SPD) und Mitglied des Bundestages